# Mentorización electrónica
La mentorización electrónica (e-mentoring) es un medio que proporciona un asesoramiento guiado utilizando un software en línea o el correo electrónico. Surgió en los programas de asesoramiento con el nacimiento de internet, y empezó a popularizarse alrededor de 1993. Su primer uso se realizó para conectar a los escolares con los empresarios, siendo la mentorización electrónica muy popular actualmente en los Estados Unidos, el Reino Unido, y algunas partes de Europa.

## Mentorización electrónica temprana
Los primeros programas de mentorización electrónica utilizaron la comunicación a través de correo electrónico para conectar mentores y aprendices. También se utilizó ocasionalmente la comunicación telefónica, conocido como telementoring. Uno de los primeros programas de mentorización electrónica fue desarrollado en 1990 en Canadá, donde profesores experimentados de las escuelas de Columbia Británica estuvieron dado soporte y formación en línea a los compañeros. Los maestros y compañeros nunca se conocieron en un contexto presencial.

## Mentorización electrónica basada en la web
Los proyectos de mentorización electrónica tienen a confiar en las soluciones basadas en la web, sobre todo si los niños están implicados. El software en línea permite a los mentores y aprendices iniciar sesión en un entorno en línea donde puedan conversar bajo la supervisión de los moderadores y coordinadores.

## Medios para la mentorización electrónica
La mentorización electrónica puede realizarse con la interacción cara a cara mediante la utilización de servicios de chat en vídeo, como FaceTime, Google Meet, Skype, charla de vídeo a través de Facebook, etc.

## Controversia y debate
La tutoría en línea en ocasiones se compara desfavorablemente con la tutoría presencial. El medio limita la capacidad de obtener información visual o social, hace que la retroalimentación inmediata sea difícil y a menudo puede ser vista como impersonal.[cita requerida]
Sin embargo, la mentorización electrónica puede hacer que los participantes más dispuestos ofrezcan una retroalimentación sincera. También está siendo aceptado más fácilmente por aquellos empresarios que quieren convertirse en mentores, cuando la mentorización electrónica consume menos tiempo que la mentorización presencial.[cita requerida]

## Impacto
Se ha sugerido[¿quién?] que la calidad de la relación de la tutoría está fuertemente influenciada por la cantidad de intereses comunes que el mentor y el aprendizaje tienen. Como tal, la mayoría de las organizaciones benéficas y las empresas que ofrecen mentorización electrónica requieren que exista algún interés compartido entre el mentor y el aprendiz. También se acepta generalmente que cualquier relación de tutoría es más efectiva durante el periodo de transición en la vida del aprendiz, tales como la aplicación en la vida universitaria o la toma de decisiones sobre futuras carreras.